# Collix hypospilata
Collix hypospilata là một loài bướm đêm trong họ Geometridae.